# Jerzy Pietras

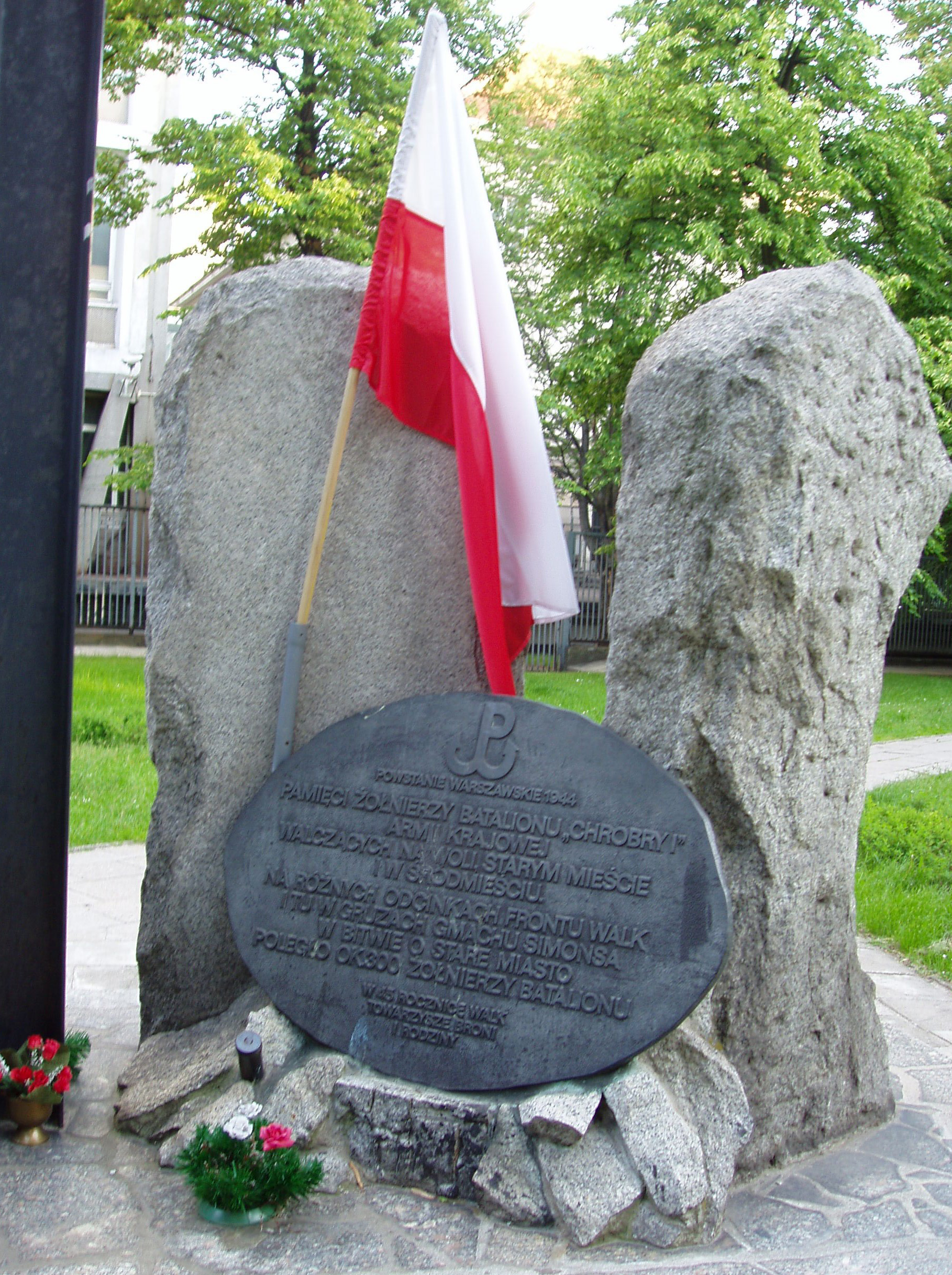
Pomnik batalionu „Chrobry I”
autorstwa Jerzego Pietrasa, Warszawa

Jerzy Pietras (ur. 1947 w Warszawie) – polski artysta, malarz i grafik.

## Życiorys
Od 1961 do 1966 uczęszczał do Państwowego Liceum Sztuk Plastycznych w Warszawie. W latach 1970–1975 studiował na Wydziale Grafiki tamtejszej Akademii Sztuk Pięknych. Dyplom z grafiki warsztatowej uzyskał w pracowni prof. Andrzeja Rudzińskiego, zaś aneks do dyplomu z malarstwa – w pracowni prof. Jerzego Tchórzewskiego.
Od 1975 pracuje jako niezależny grafik-projektant. Ma w dorobku ok. 1500 zrealizowanych projektów z zakresu grafiki wydawniczej. Tworzy ilustracje, znaki graficzne, okładki książek, plakaty, kalendarze, opakowania i znaczki pocztowe. Zajmuje się także projektowaniem i realizacją wystaw. W latach 1981–1983 kierował zespołem konserwującym prospekt organowy i balkon chóru muzycznego w warszawskim kościele św. Anny. Ponadto zaprojektował i częściowo wykonał Pomnik batalionu Armii Krajowej „Chrobry I” w Warszawie. W swojej twórczości często nawiązuje do działań Armii Krajowej. Jest autorem cyklu 46. portretów graficznych żołnierzy 1116. plutonu z III kompanii batalionu „Chrobry I” z rejonu Czerniakowa i Sadyby. Od 1992 w pracy twórczej skupia się głównie na grafice komputerowej.
Jest członkiem Związku Polskich Artystów Plastyków.

## Twórczość

### Plakaty
- Zabytkowa kuźnia wodna nad Potokiem Oliwskim, 1978

### Rzeźba
- Pomnik batalionu Armii Krajowej „Chrobry I”, Warszawa 1989

### Znaczki pocztowe
- Sanktuaria Maryjne (seria – nry kat. 3982, 3983, 3988, 3997) oraz koperty FDC, 2004
- Kosmiczna historia Ziemi (seria) oraz koperty FDC, 2004
- 25–lecie Niezależnego Zrzeszenia Studentów oraz koperta FDC, 2006
- Współczesna rzeźba polska • Igor Mitoraj (seria) oraz koperta FDC, 2006
- Polskie abecadło (dwie serie – nry kat. 4109, 4112, 4134, 4141) oraz koperty FDC, 2006
- Miasta polskie • Gorzów Wielkopolski oraz koperta FDC, 2007
- Twórczość Jerzego Dudy Gracza oraz koperta FDC, 2007
- Rok niepodległości oraz koperta FDC, 2008
- Boże Narodzenie oraz koperta FDC, 2008
- Wielkanoc (seria) oraz koperty FDC, 2010
- 20 lat służb specjalnych suwerennej RP 1990–2010 oraz koperta FDC, 2010
- Zlot Wielkich Żaglowców „Szczecin 2013” oraz koperta FDC, 2013
- 100. rocznica powstania Polskiego Komitetu Olimpijskiego oraz koperta FDC, 2019
- 40. rocznica I pielgrzymki papieża Jana Pawła II do Polski oraz koperta FDC, 2019
- Błogosławionych 108 męczenników polskich oraz koperta FDC, 2019
- Tydzień Kultury Beskidzkiej oraz koperta FDC, 2019
- Objawienia Matki Bożej w Gietrzwałdzie oraz koperta FDC, 2019
- 80. rocznica powstania Polskiego Państwa Podziemnego oraz koperta FDC, 2019
- Ród Tęczyńskich oraz koperta FDC, 2019

### Druki akcydensowe
- Kariera (folder antyalkoholowy), 1984

### Publikacje
- Batalion Chrobry I • Kronika,  opr. tekstu i grafiki Jerzy Pietras, wyd. Światowy Związek Żołnierzy AK, 2017

### Wystawy
- „Pluton”, Galeria DAP III, Warszawa 2013